# 守山口駅
守山口駅（もりやまぐちえき）は、愛知県東春日井郡守山町字町南（現在の名古屋市守山区町南）にかつてあった、名古屋鉄道瀬戸線の駅（廃駅）である。1969年（昭和44年）に廃止された。

## 歴史
- 1921年（大正10年）4月13日 - 開業[1]。ただし、開業を瀬戸自動鉄道矢田 - 瀬戸間の開通と同時であると記述する資料もある[2]。
- 1944年（昭和19年） - 太平洋戦争の戦況の悪化から、同じく瀬戸線の東大手駅、瓢箪山駅、笠寺道駅などと共に休止[1]。
- 1969年（昭和44年）4月5日 - 営業を再開することなく廃止[1]。

## 駅構造
相対式ホーム2面2線を持つ地上駅であった。

## 駅跡
現在でも線路脇にはホームの跡が一部残っている。

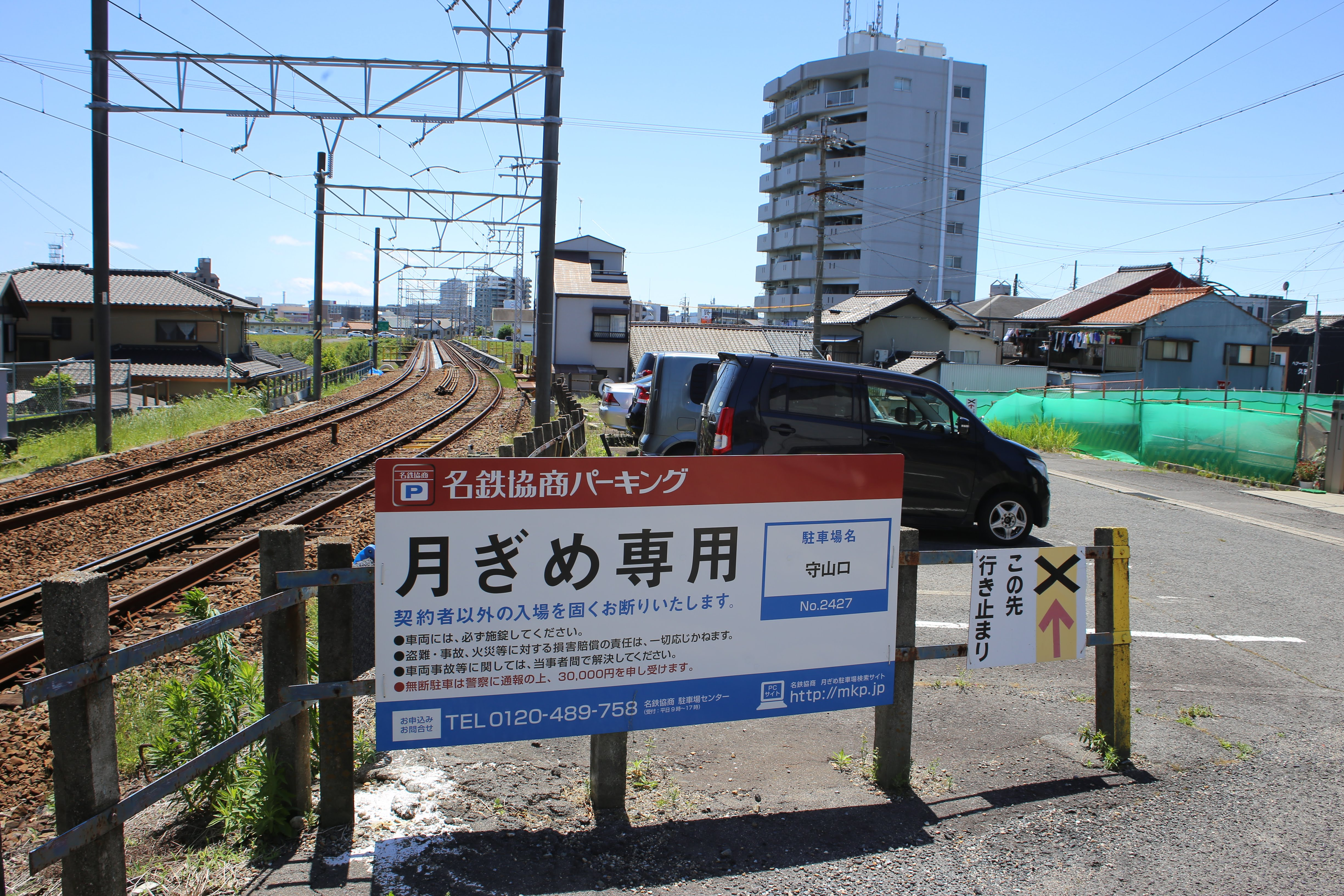
駅跡に整備された関連会社の月極駐車場（2018年5月）

## 隣の駅
名古屋鉄道
瀬戸線
矢田駅 - 守山口駅 - 聯隊前駅